# Wadi-el-Hol-Schrift

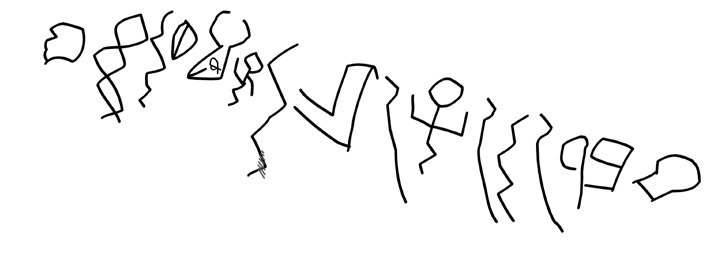
Inschrift Nr. 1

Als Wadi-el-Hol-Schrift wird eine Buchstabenschrift (vergleiche Protosinaitische Schrift) bezeichnet, die von bisher zwei Inschriften bekannt ist, welche im Wadi el-Hôl (arabisch وادي الهول Wādī al-Hawl ‚Schlucht des Terrors‘) im Gouvernement al-Wadi al-dschadid nordwestlich von Luxor in Ägypten gefunden wurden. Die Inschriften entstanden vermutlich zwischen 1900 und 1800 v. Chr. und wären damit der älteste bekannte Beleg für die Verwendung einer Buchstabenschrift. Sie wurden 1999 beim Vermessen einer alten Karawanenroute zwischen Theben und Abydos durch ein Archäologen-Team um John Coleman und Deborah Darnell von der Yale-Universität in New Haven entdeckt.

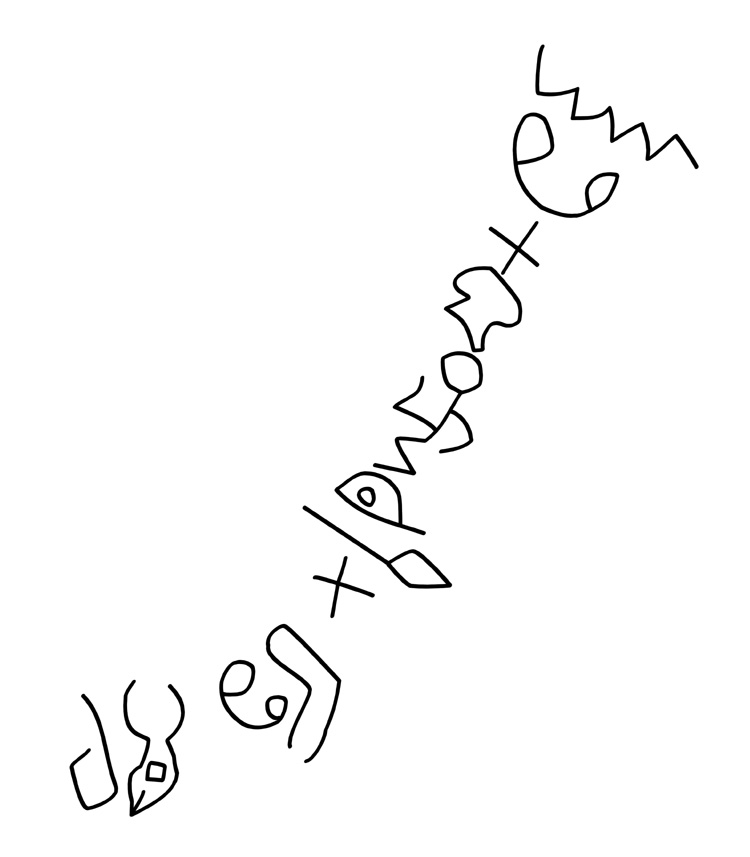
Inschrift Nr. 2

## Entzifferung
Die beiden bisher bekannten Inschriften haben 16 (Nr. 1) bzw. 12 (Nr. 2) Buchstaben mit insgesamt 13 verschiedenen Zeichen. Durch die Ähnlichkeit mit der späteren Protosinaitischen Schrift lassen sich die mutmaßlichen Lautwerte der Zeichen mit hoher Wahrscheinlichkeit bestimmen. Ohne direkte Parallele ist lediglich das 2. bzw. drittletzte Zeichen von Inschrift 2. Hierfür schlug David Vanderhooft mit Verweis auf das an ein Joch erinnernde Piktogramm und unter der Berücksichtigung des akrophonischen Prinzips die Lautung ġ vor.
Damit ergibt sich für Inschrift Nr. 2 folgende Lesung: m ġ t r h ʿ w t p ġ ʾ l. Die ersten vier Buchstaben ergäben so das Wort mġtr, das sich mit Verweis auf andere nordwestsemitische Sprachen als „Bittgebet“ o. ä. verstehen lasse. Die letzten vier Buchstaben pġʾl könnten einen theophoren Namen mit der Bedeutung „Junge Els“ oder „Knabe des Gottes“ darstellen. Unklar bleibt weiterhin die Deutung der mittleren vier Buchstaben. Möglicherweise ist das h hierin nicht alphabetisch zu lesen, sondern als ein Determinativ.

## Herkunft
Die Zeichen sind denen der protosinaitischen Schrift sehr ähnlich, sie wurden aber viel weiter südlich, im Herzen des schriftkundigen Ägyptens, gefunden. Der genaue Inhalt der sich auf zwei Kalksteinen befindlichen Texte ist noch nicht geklärt, allerdings lassen sich unter anderem die (nordwest)semitischen Wörter rb („Großer, Vorsteher“) und ʾl („Gott“) lesen. Wahrscheinlich stammen die Inschriften daher nicht von Ägyptern, sondern von Semiten aus Palästina oder Syrien, die als Bergleute, Händler oder Söldner ins Niltal kamen.
Auch Brian Colless betrachtet die Wadi-el-Hol-Schrift als Vorläufer einer Alphabetschrift, betont aber stärker, dass sie noch einige Elemente ihres hieratischen Ursprungs bewahrt habe. Er nimmt zum Beispiel wie der US-amerikanische biblische Archäologe und Philologe William Foxwell Albright (1891–1971) an, dass der Buchstabe n von dem Hieroglyph für Schlange abstammt, denn der Name dieses Buchstabens war ursprünglich nachasch, das kanaanitische Wort für Schlange. Möglicherweise standen die Zeichen für mehr als jeweils einen Konsonanten, indem sie als Symbol verschiedene Worte repräsentierten (vgl. dt. Schlange, Natter, Viper, Otter).